# 233880 Urbanpriol
233880 Urbanpriol este un asteroid din centura principală de asteroizi.

## Descriere
233880 Urbanpriol este un asteroid din centura principală de asteroizi. A fost descoperit pe 26 noiembrie 2008 la Wildberg de Rolf Apitzsch. Asteroidul prezintă o orbită caracterizată de o semiaxă mare de 3,19 ua, o excentricitate de 0,17 și o înclinație de 5,5° în raport cu ecliptica.